# Rhyssemus gestroi
Rhyssemus gestroi är en skalbaggsart som beskrevs av Clouet 1901. Rhyssemus gestroi ingår i släktet Rhyssemus och familjen Aphodiidae. Inga underarter finns listade i Catalogue of Life.